# Campanero (Uruguay)
Campanero, auch als Blanes Viale bezeichnet, ist eine Ortschaft in Uruguay.

## Geographie
Campanero befindet sich auf dem Gebiet des Departamento Lavalleja in dessen Sektor 1 etwa zwei Kilometer nördlich der Departamento-Hauptstadt Minas bei Kilometer 125 der Ruta 8. Im Norden in rund sechs Kilometern Entfernung von Campanero fließt der Río Santa Lucía, der dort unweit des Cerro de Caperucita von dem zuvor Campanero nördlich tangierenden Arroyo Campanero Grande gespeist wird. Etwa zwei Kilometer nordöstlich der Ortschaft befindet sich zudem der Cerro Techera.

## Einwohner
Die Einwohnerzahl Campaneros beträgt 104 (Stand: 2011), davon 50 männliche und 54 weibliche.
| Jahr | Einwohner |
| ---- | --------- |
| 1985 | 30        |
| 1996 | 87        |
| 2004 | 129       |
| 2011 | 104       |

Quelle: